# World League di pallavolo 2006
La XVII World League di pallavolo si svolse dal 14 luglio al 27 agosto 2006. Dopo la fase a gironi, la fase finale, a cui si qualificarono le prime squadre classificate nei quattro gironi di qualificazione, più la Russia, paese ospitante, e una wild card assegnata dalla FIVB, si disputò dal 23 al 27 agosto a Mosca, in Russia. La vittoria finale andò per la sesta volta al Brasile.

## Squadre partecipanti
| - Bulgaria - Finlandia - Francia - Italia - Polonia - Portogallo - Russia - Serbia e Montenegro | - Argentina - Brasile - Cuba - Stati Uniti | - Cina - Corea del Sud - Giappone | - Egitto |

## Gironi
| Gruppo A                                         | Gruppo B                               | Gruppo C                   | Gruppo D                           |
| ------------------------------------------------ | -------------------------------------- | -------------------------- | ---------------------------------- |
| Giappone Polonia Serbia e Montenegro Stati Uniti | Argentina Brasile Finlandia Portogallo | Cina Francia Italia Russia | Bulgaria Corea del Sud Cuba Egitto |

## Fase finale

### Finali 1º e 3º posto
|  | Semifinali | Semifinali | Semifinali |         |         | Finale          | Finale          | Finale          |  |
|  |            |            |            |         |         |                 |                 |                 |  |
|  | Bulgaria   | Bulgaria   | 0          |         |         |                 |                 |                 |  |
|  | Bulgaria   | Bulgaria   | 0          |         |         |                 |                 |                 |  |
|  | Francia    | Francia    | 3          |         |         |                 |                 |                 |  |
|  | Francia    | Francia    | 3          |         | Francia | Francia         | 2               |                 |  |
|  |            |            |            |         | Francia | Francia         | 2               |                 |  |
|  |            |            | Brasile    | Brasile | 3       |                 |                 |                 |  |
|  | Russia     | Russia     | Brasile    | Brasile | 3       | 1               |                 |                 |  |
|  | Russia     | Russia     |            |         |         | 1               |                 |                 |  |
|  | Brasile    | Brasile    | 3          |         |         | Finale 3º posto | Finale 3º posto | Finale 3º posto |  |
|  | Brasile    | Brasile    | 3          |         |         |                 |                 |                 |  |
|  |            |            |            |         |         |                 |                 |                 |  |
|  |            |            |            |         |         | Bulgaria        | Bulgaria        | 0               |  |
|  |            |            |            |         |         | Bulgaria        | Bulgaria        | 0               |  |
|  |            |            |            |         |         | Russia          | Russia          | 3               |  |

## Podio

### Secondo posto
Formazione: 4 Sébastien Ruette, 6 Jean-Charles Monneraye, 7 Stéphane Antiga, 8 Ludovic Castard, 9 Frantz Granvorka, 10 Vincent Montméat, 11 Loïc Le Marrec, 12 Florian Kilama, 13 Pierre Pujol, 15 Guillaume Samica, 17 Oliver Kieffer, 18 Jean-François Exiga, CT: Philippe Blain

### Terzo posto
Formazione: 1 Aleksandr Korneev, 5 Pavel Abramov, 6 Sergej Grankin, 7 Aleksej Kazakov, 8 Sergej Tetjuchin, 9 Semën Poltavskij, 10 Aleksandr Kosarev, 11 Konstantin Ušakov, 12 Sergej Baranov, 14 Aleksandr Abrosimov, 16 Aleksej Verbov, 18 Aleksej Kulešov, CT: Zoran Gajić

## Classifica finale
| Classifica | Squadre             |
| ---------- | ------------------- |
|            | Brasile             |
|            | Francia             |
|            | Russia              |
| 4          | Bulgaria            |
| 5          | Serbia e Montenegro |
| 6          | Italia              |
| 7          | Argentina           |
| 7          | Cuba                |
| 7          | Polonia             |
| 10         | Corea del Sud       |
| 10         | Finlandia           |
| 10         | Stati Uniti         |
| 13         | Cina                |
| 13         | Egitto              |
| 13         | Giappone            |
| 13         | Portogallo          |

## Premi individuali
- MVP: Gilberto de Godoy
- Miglior realizzatore: Sebastien Ruette
- Miglior schiacciatore: Matej Kazijski
- Miglior muro: Vincent Montméat
- Miglior servizio: André Nascimento
- Miglior palleggiatore: Andrej Žekov
- Miglior libero: Aleksej Verbov